# Gloria (voilier)
Pour les articles homonymes, voir Gloria.
Le Gloria (ou  ARC Gloria)  est un trois-mâts barque à coque acier, construit en 1967. Il est le navire-école de la marine colombienne.

## Histoire
Le Gloria a été construit à Bilbao en Espagne comme ses sister-ships Guayas (Équateur), Cuauhtémoc (Mexique) et Simon Bolivar (Venezuela). 

Il a été baptisé Gloria en l'honneur de la femme du général Reveiz Pizarro, décédé avant son lancement.
Il a remporté le Boston Teapot Trophy en 1970, parcourant 1 058 milles en 124 heures.
Il est considéré comme l'ambassadeur de ce pays, dans chaque port où il fait escale. Il fut réaménagé en 1975 pour servir de lieu d'exposition itinérante du patrimoine colombien. 
Il impressionne toujours à son arrivée dans les ports ; ses marins, chantant dans les vergues, sont  habillés aux couleurs du pays et sont accompagnés de leur propre fanfare de bord.

Sa figure de proue, couverte à la feuille d'or, est appelée Maria Salud, la fille du sculpteur.